# Saint-Laurent-du-Pont
Saint-Laurent-du-Pont je naselje in občina v vzhodnem francoskem departmaju Isère regije Rona-Alpe. Leta 2009 je naselje imelo 4.496 prebivalcev.

## Geografija
Kraj leži v pokrajini Daufineji znotraj naravnega regijskega parka Chartreuse ob reki Guiers Mort, 29 km severno od Grenobla.

## Uprava
Saint-Laurent-du-Pont je sedež istoimenskega kantona, v katerega so poleg njegove vključene še občine Entre-deux-Guiers, Miribel-les-Échelles, Saint-Christophe-sur-Guiers, Saint-Joseph-de-Rivière, Saint-Pierre-de-Chartreuse in Saint-Pierre-d'Entremont z 10.336 prebivalci.
Kanton Saint-Laurent-du-Pont je sestavni del okrožja Grenoble.

## Zanimivosti
- cerkev sv. Lovrenca,
- cerkev Marijinega Brezmadežnega spočetja, Vilette,
- kapela Notre-Dame du château.

## Pobratena mesta
- Berbenno (Lombardija, Italija),
- Herdorf (Porenje - Pfalška, Nemčija).